# П'ядик Юрій Васильович
Ю́рій Васи́льович П'я́дик (нар. 4 червня 1908, Київ — пом. 24 травня 2007, Київ) — український літературознавець, мистецтвознавець, бібліограф.
Закінчив Шосту київську гімназію. Став інженером. Працював поза гуманітарною сферою. Одружився з дочкою відомого київського лікаря-колекціонера Антона Івановича Собкевича. У 60-ті роки Юрій П'ядик почав складати фактографію з історії літератури. Збирав біографічні матеріали, бібліографію, іконографію й вірші (щонайменше — по одному зразку) кожного поета — незалежно від таланту й ваги його спадщини. Вивчивши періодичну пресу, збірки, журнали, альманахи, читанки, календарі, упорядкувавши бібліографічну картотеку Миколи Плевако, він назбирав картотеку на майже 5 тисяч осіб.

## Праці
- П'ядик Юрій. Юхим Михайлів: Життя і творчість. — К. : Мистецтво, 2003. — 224 с.
- П'ядик Юрій. Українська поезія кінця XIX — середини ХХ ст.: Бібліографія. Антологія / Упорядники: І. Г. П'ядик-Халявка, Н. Г. Дашкіна. — Т. 1: А—В. — Видавництво «К. І. С.», 2010. — 736 с.